# Le Petit Cheeser
 (septembre 2024).
Si vous disposez d'ouvrages ou d'articles de référence ou si vous connaissez des sites web de qualité traitant du thème abordé ici, merci de compléter l'article en donnant les références utiles à sa vérifiabilité et en les liant à la section « Notes et références ».
Pour plus de détails, voir Fiche technique et Distribution.
Le Petit Cheeser (Little Cheeser) est un court métrage d'animation de la série américaine Happy Harmonies réalisé par Rudolf Ising et sorti le 11 juillet 1936.